# ディック・エリオット
ディック・エリオット(Richard "Dick" Elliott 1886年4月30日 - 1961年12月22日)はアメリカ合衆国の俳優。1930年代から亡くなる直前まで240以上の作品に出演。

## 略歴
マサチューセッツ州ボストン出身。
様々な役を演じてきたが、政治家など大声でわめくような役が多かった。背が低く太っているためジミー・デュランテ、アンディ・グリフィス、レッド・スケルトン、ジャック・ベニーなどの番組でサンタクロースを演じることもあった。印象に残る役柄をいくつか演じており、その一つは1946年の『素晴らしき哉、人生!』でジェームズ・ステュアート演じるジョージ・ベイリイがドナ・リード演じるメアリーにおやすみの挨拶をしようとしたところを見付けて説教し、何も言わずにただ行ってキスするようにアドバイスをする役である。
テレビ版『スーパーマン』でも何度か印象的な登場をしている。彼の最後の作品とされる『メイベリー110番』で初期の頃に演じた市長のパイク役でよく知られている。

## 主な出演作品
- アニー・オークレイAnnie Oakley (1935年) - Major Ned Buntline (クレジット無し)
- Man from Music Mountain (1938年) - Mr. Harkness (クレジット無し)
- 科学者ベルThe Story of Alexander Graham Bell (1939年) (クレジット無し)
- スミス都へ行くMr. Smith Goes to Washington (1939年)
- リル・アブナーLi'l Abner (1940年)
- The Wagons Roll at Night (1941年)
- The Affairs of Jimmy Valentine (1942年)
- マーク・トゥエインの冒険The Adventures of Mark Twain - Spectator at Frog-Jumping Contest (1944年)
- The Man Who Walked Alone (1945年)
- Where Do We Go from Here? (1945年)
- Gangs of the Waterfront (1945年)
- 素晴らしき哉、人生!It's a Wonderful Life (1946年)